# 孫大偉 (企業家)
孫大偉（1948年—），生於天津市，祖籍河北省雄縣，擁有中華民國與美國國籍，企業家。他曾擔任寬達食品股份有限公司董事長，並在任內將麥當勞與T.G.I. Friday's等美國連鎖餐飲品牌首度引進臺灣，後又擔任北京美大星巴克咖啡有限公司董事長並將星巴克引進中國大陸。

## 生平

### 早年生活
孫大偉出生於天津；他的父親孫湘德是一位中華民國陸軍將官，他的母親是宋景憲，他的祖父是孫連仲，他的外祖父是宋哲元。孫大偉是家中第二個兒子，他有兄長孫大強與弟弟孫大棣、孫大宇。
孫大偉在兩歲時因國共內戰移居香港，後成長於臺灣，又於中學畢業後至澳洲、美國求學並取得後者國籍移民當地擔任電腦軟體工程師。

### 麥當勞事業
1978年，孫大強與孫大偉在招待友人鮑比·關（Robert Kuan）至拉斯維加斯遊玩時共同興起將麥當勞引進亞洲的念頭。1979年，鮑比·關向麥當勞提出在新加坡開設麥當勞之計畫案，並於隨後獲該公司同意；此後，麥當勞出資50%、鮑比·關與孫大強合資出資17%，並由鮑比·關擔任新加坡麥當勞董事長。
1983年，孫大強、孫大宇、孫大偉兄弟三人以境外華人身分成立「寬達食品股份有限公司」，經鮑比·關與麥當勞公司連繫保證在一年內取得營業執照並終獲對方同意。孫大偉透過衣復恩之子衣治凡向經濟部投資審議委員會提出申請，孫大強親自對各主管部會首長進行遊說，最終由投審會主委黎昌意通過投資案並順利取得營業執照。
此後，孫氏兄弟與麥當勞公司以各自持股50％合資成立「台灣麥當勞餐廳股份有限公司」將其品牌事業引入臺灣；孫大偉更招考大批幹部，並帶領其中六位至芝加哥漢堡大學受訓。
1984年1月28日，台灣麥當勞在臺北市民生東路三段開設第一間門市「台北民生店」，並於隨後快速擴展；此時，孫大偉為寬達食品與台灣麥當勞之董事長，並掌握二者實際經營權。
1993年5月，因為帳目問題以及部份經理人利用台灣麥當勞炒作房地產，孫家兄弟被迫將台灣麥當勞經營權交還麥當勞公司，只保留持有股份。

### 星巴克事业
1998年，孫大偉取得星巴克咖啡中國區代理權，成立「北京美大咖啡有限公司」。1999年1月，美大咖啡在北京開設第一間星巴克咖啡門市，隨後在中國北方拓展據點。